# Wolves (Selena Gomez e Marshmello)
Wolves è un singolo della cantante statunitense Selena Gomez e del disc jockey Marshmello, pubblicato il 25 ottobre 2017 dalla Interscope Records.

## Antefatti e descrizione
Il 22 luglio 2017, Marshmello rivela per la prima volta la collaborazione con Selena Gomez attraverso un tweet:
Il 15 agosto, invece, risponde alla domanda di un fan riguardante la collaborazione, dicendo che la Gomez «è davvero sbalorditiva». La cantante, durante un'intervista radiofonica, ha parlato della collaborazione, ritenendola una canzone bellissima ed una delle sue preferite. Il 19 ottobre viene ufficialmente confermata la loro collaborazione e la data di uscita. La cantante ha condiviso delle foto in cui mangiano popcorn sul divano e di lei che indossa una versione rosa del casco del dj mentre sono seduti a terra.
Il brano è stato scritto da Selena Gomez, Ali Tamposi, Louis Bell, Brian Lee, Carl Rosen, Marshmello ed Andrew Watt ed è stato prodotto da quest'ultimi due.

## Video musicale
Il video musicale è stato pubblicato su VEVO e YouTube il 18 novembre 2017. Esso si svolge all’interno di una struttura abbandonata dove la Gomez canta vicino ad una grande piscina, con l’alternarsi di varie scene dalle luci soffuse e colorate. Nel finale appare la cantante mentre cammina sulla superficie dell’acqua, come se avesse il pieno potere della situazione dopo il suo ritorno nelle scene. Il video ha ricevuto 4.5 milioni di visualizzazioni nelle prime 24 ore dalla sua pubblicazione e nel gennaio 2018, supera le 100 milioni di visualizzazioni, diventando il 23º video della cantante a raggiungere tale risultato.

## Promozione
La cantante ha presentato il brano sul palco degli American Music Award il 19 novembre 2017, tornando ad esibirsi dopo oltre un anno di assenza dagli schermi. L'esibizione è stata classificata da Billboard come uno dei 10 momenti migliori della serata.

## Classifiche

### Classifiche settimanali
| Classifica (2017-18) | Posizione massima |
| -------------------- | ----------------- |
| Australia            | 2                 |
| Austria              | 8                 |
| Belgio (Fiandre)     | 7                 |
| Belgio (Vallonia)    | 4                 |
| Canada               | 7                 |
| Croazia              | 9                 |
| Danimarca            | 8                 |
| Finlandia            | 3                 |
| Francia              | 30                |
| Germania             | 11                |
| Grecia               | 6                 |
| Irlanda              | 5                 |
| Italia               | 28                |
| Libano               | 2                 |
| Lussemburgo          | 7                 |
| Norvegia             | 5                 |
| Nuova Zelanda        | 10                |
| Paesi Bassi          | 8                 |
| Polonia              | 1                 |
| Portogallo           | 7                 |
| Regno Unito          | 9                 |
| Repubblica Ceca      | 4                 |
| Slovenia             | 8                 |
| Spagna               | 27                |
| Stati Uniti          | 20                |
| Svezia               | 7                 |
| Svizzera             | 9                 |
| Ungheria             | 1                 |

### Classifiche di fine anno
| Classifica (2018) | Posizione |
| ----------------- | --------- |
| Brasile           | 130       |